# Jean-Michel Huon de Kermadec

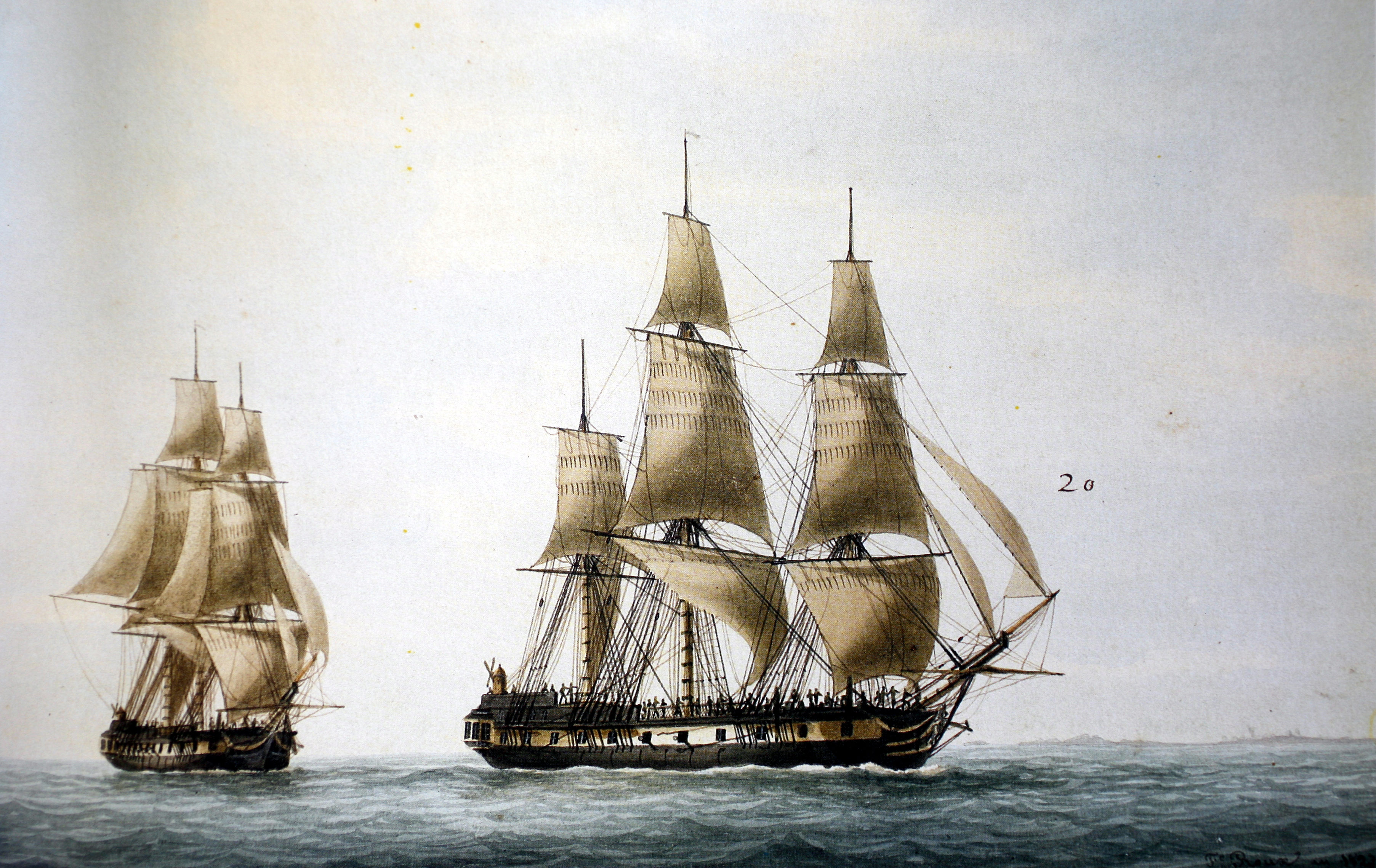
Las fragatas Recherche y Espérance, enviadas para encontrar a laexpedición perdida de La Pérouse
(autor: François Geoffroy Roux (1811-82) de L'Empire des Mers, Martine Acerra & Jean Meyer Marines editor, 1827).

Jean-Michel Huon de Kermadec (Brest, 1748 - Nueva Caledonia, 1792) fue un navegante bretón del siglo XVIII. En septiembre de 1791, fue elegido para el mando del buque L'Esperance en la expedición dirigida por Bruni d'Entrecasteaux, al mando de la Recherche, para encontrar la expedición perdida de Jean-François de La Pérouse. La expedición exploró las costas de Australia y una amplia zona del océano Pacífico Sur. 
Las islas Kermadec, al noreste de Nueva Zelanda, fueron nombradas en su honor, al igual que Huonville, el valle de Huon, y el río Huon, en Tasmania; y la península de Huon y el golfo Huon, en Papúa Nueva Guinea; y la fosa oceánica de Kermadec.
Algunas plantas llevan su nombre, como el pino Huon (Lagarostrobos franklinii) de Tasmania, el género Protea Kermadecia, de Nueva Caledonia, y el árbol Metrosideros kermadecensis de las Islas Kermadec.